# Häädemeeste
Häädemeeste est un bourg estonien, chef-lieu de la commune d'Häädemeeste, situé dans le comté de Pärnu.

## Géographie
Le bourg s'étend sur 4 km2 dans le sud-ouest du pays, le long du littoral du golfe de Finlande, à 170 km au sud de Tallinn.

## Démographie
La population s'élevait à 692 habitants en 2011 et à 529 habitants en 2021.